# Vernon Boulevard–Avenida Jackson (línea Flushing)
Vernon Boulevard–Avenida Jackson es una estación en la línea Flushing del Metro de Nueva York de la A del Interborough Rapid Transit Company (IRT). La estación se encuentra localizada en el distrito Long Island City, Queens entre la 50.ª Avenida, Vernon Boulevard y la Avenida Jackson. La estación es servida todo el tiempo por los trenes del servicio <7>.

## Enlaces externos

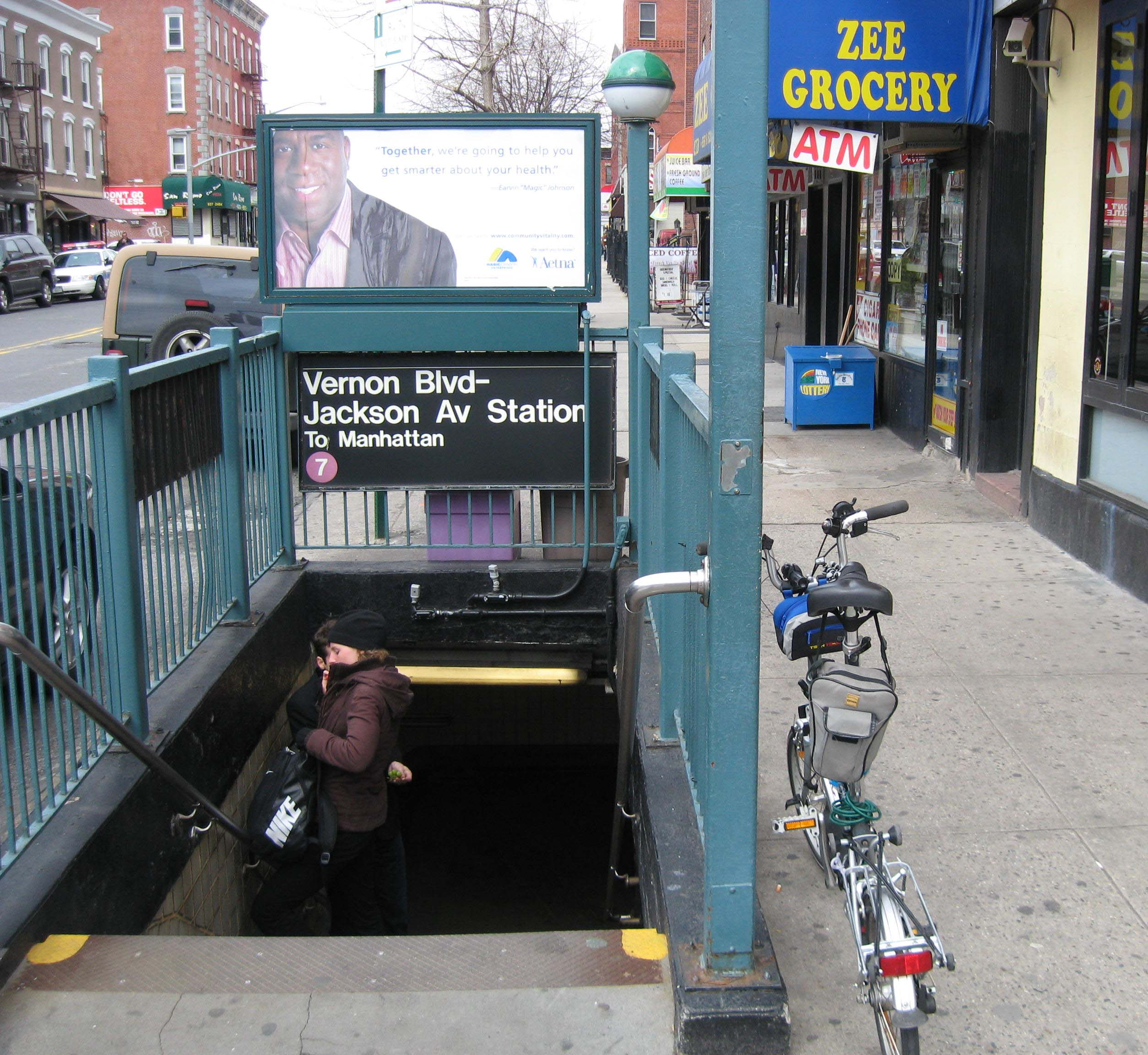
Escalera